# روش پیشگیری از بارداری مبتنی بر تقویم
روش پیشگیری از بارداری مبتنی بر تقویم(یا روش ریتم) به روش‌هایی گفته می‌شود که بر اساس طول چرخه قاعدگی پیشین زمان تخمک‌گذاری و باروری زن را معین می‌کند و در این دوران که احتمال بارداری وجود دارد زن و مرد از نزدیکی خودداری می‌کنند. این روش‌ها از بیماری‌های مقاربتی پیشگیری نمی‌کنند.

## معایب
- چرخه قاعدگی زن همواره یکسان و منظم نیست و نمی‌تواند روش مطمئنی برای پیشگیری از بارداری باشد.
- این روش در دوران پس از زایمان کاررایی ندارد.
- میزان موفقیت آن کم است.